# Cá dìa bông
Cà dìa hay còn gọi cá dìa công (Danh pháp khoa học: Siganus guttatus) là một loài cá trong họ cá dìa bản địa của Đông Ấn Độ Dương. Đây là một loài cá có giá trị thương mại, chúng có thể dài lên đến 42 cm. Đây là loài phổ biến ở vùng biển miền Trung Việt Nam và là loài quý nhất trong các loài cá dìa.

## Đặc điểm
Cá dìa bông thân dẹp tròn, da trơn màu nâu xám, kích cỡ khoảng 150– 300 mm vây sắc xanh nhạt, trên thân hình có những chấm nâu đen, đầu nhỏ, mắt đen tròn. Mình hình bầu dục dài và dẹt hai bên, có vẩy tròn rất nhỏ. Hai bên đầu ít nhiều đều có vẩy, đường bên hoàn toàn. Mỗi bên mõm đều có 2 lỗ mũi, miệng bé. Vây ngực hình tròn lớn vừa phải. Vây bụng ở dưới ngực.
Vây đuôi bằng phẳng hoặc hơi chia thuỳ. Mình có nhiều chấm, có một số sọc xiên hẹp ở bên đầu, sọc từ mép miệng đến dưới mắt là rõ nhất. Đầu cuối của vây lưng có đám sọc màu nhạt. Cá thường sống trong các ghềnh đá, bãi rạn san hô nên rất khó đánh bắt. Loại cá này trưởng thành và sung mãn nhất vào độ từ tháng hai đến tháng năm âm lịch. Mỗi con cá to bằng bàn tay người lớn khép lại, mập, thịt béo, thơm ngon nhưng cá có vị tanh.

## Trong ẩm thực
Cá dìa bông là nguyên liệu cho những món ăn ngon. hai món quen thuộc là canh chua và nướng. Món nướng có cái tiện ích hơn vì từ nướng bằng muối ớt bụi bặm nơi gành biển hoang sơ thiếu thốn đến nướng trong nhà hàng được trang sức đủ đầy gia vị đều hấp dẫn. Chọn con cá tươi, làm sạch, bỏ mang, để nguyên con, nếu cá to quá cắt làm đôi. Cá dìa tanh nên trước hết cần phi hành, vừa để khử mùi tanh của cá vừa giúp con cá chín, săn chắc thịt. Nồi canh chua cá dìa bông múc ra có lấp loáng màu của váng mỡ cá, có màu đỏ của ớt, màu xanh vàng của các loại rau và mùi thơm của từng thớ thịt cá tươi nguyên giàu hương vị biển.

## Hình ảnh

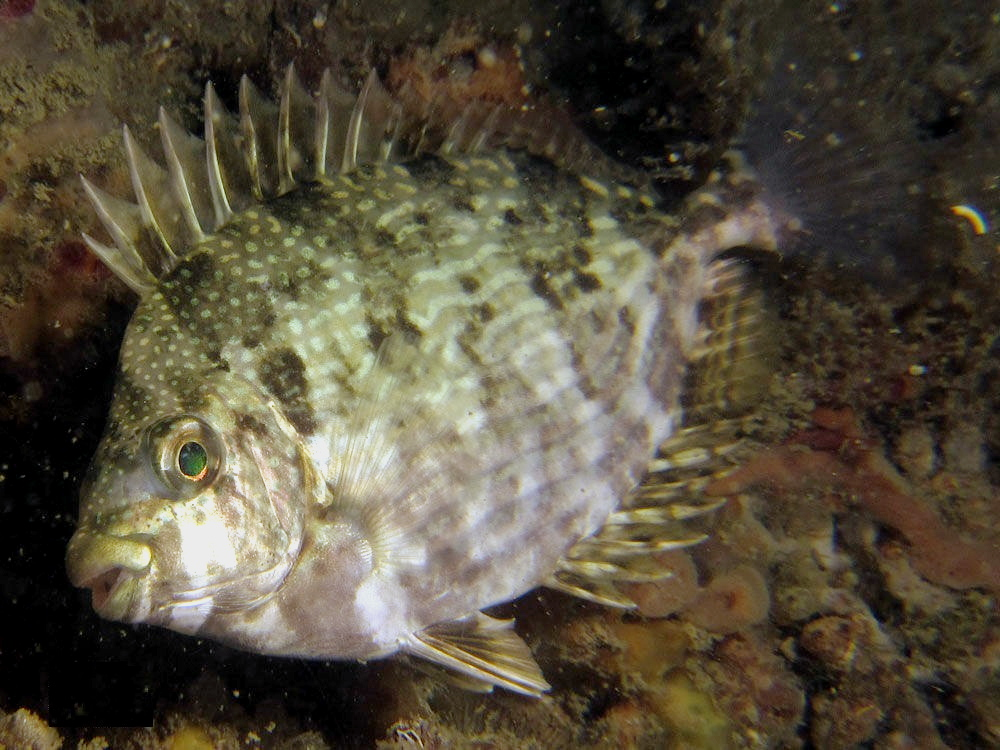
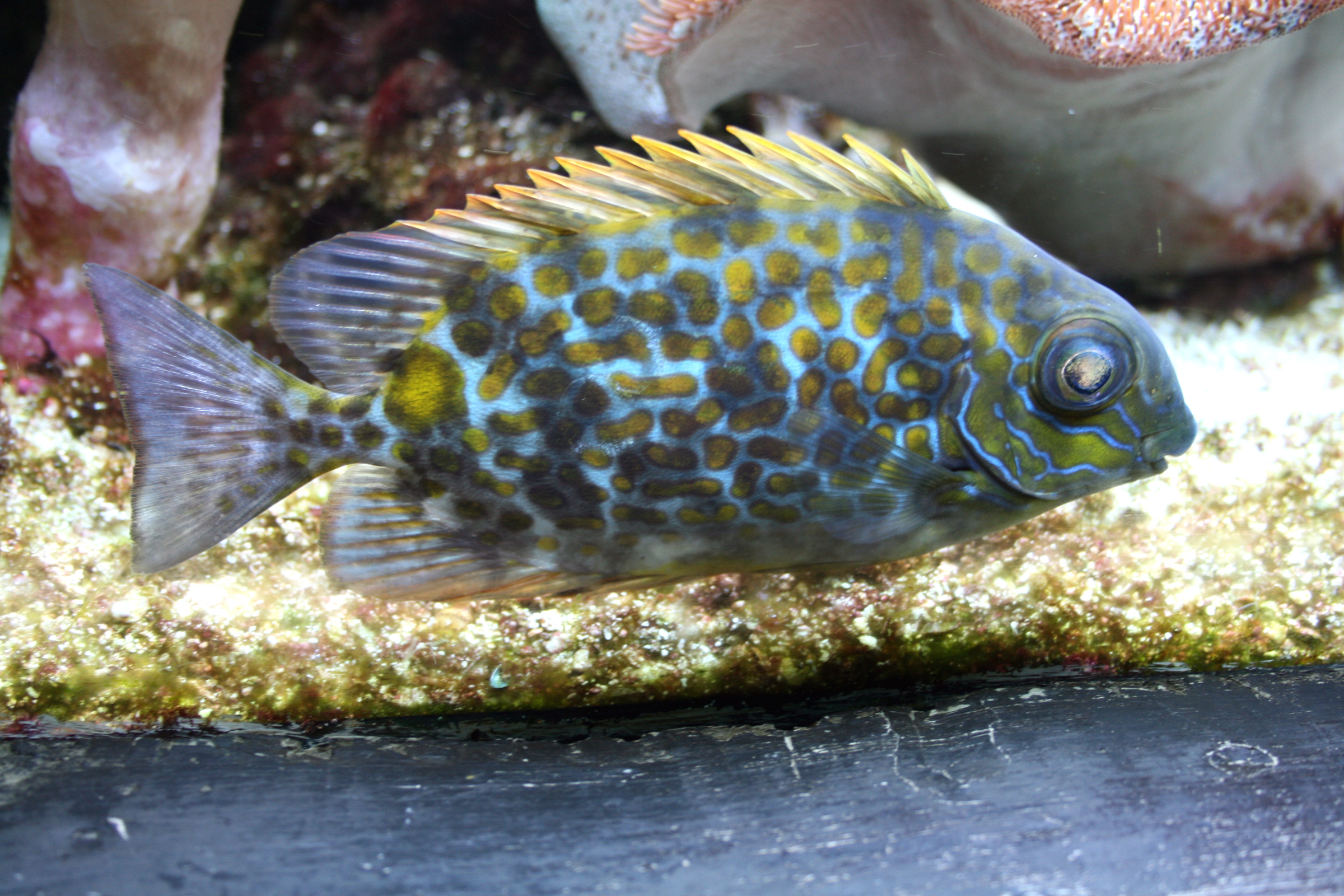
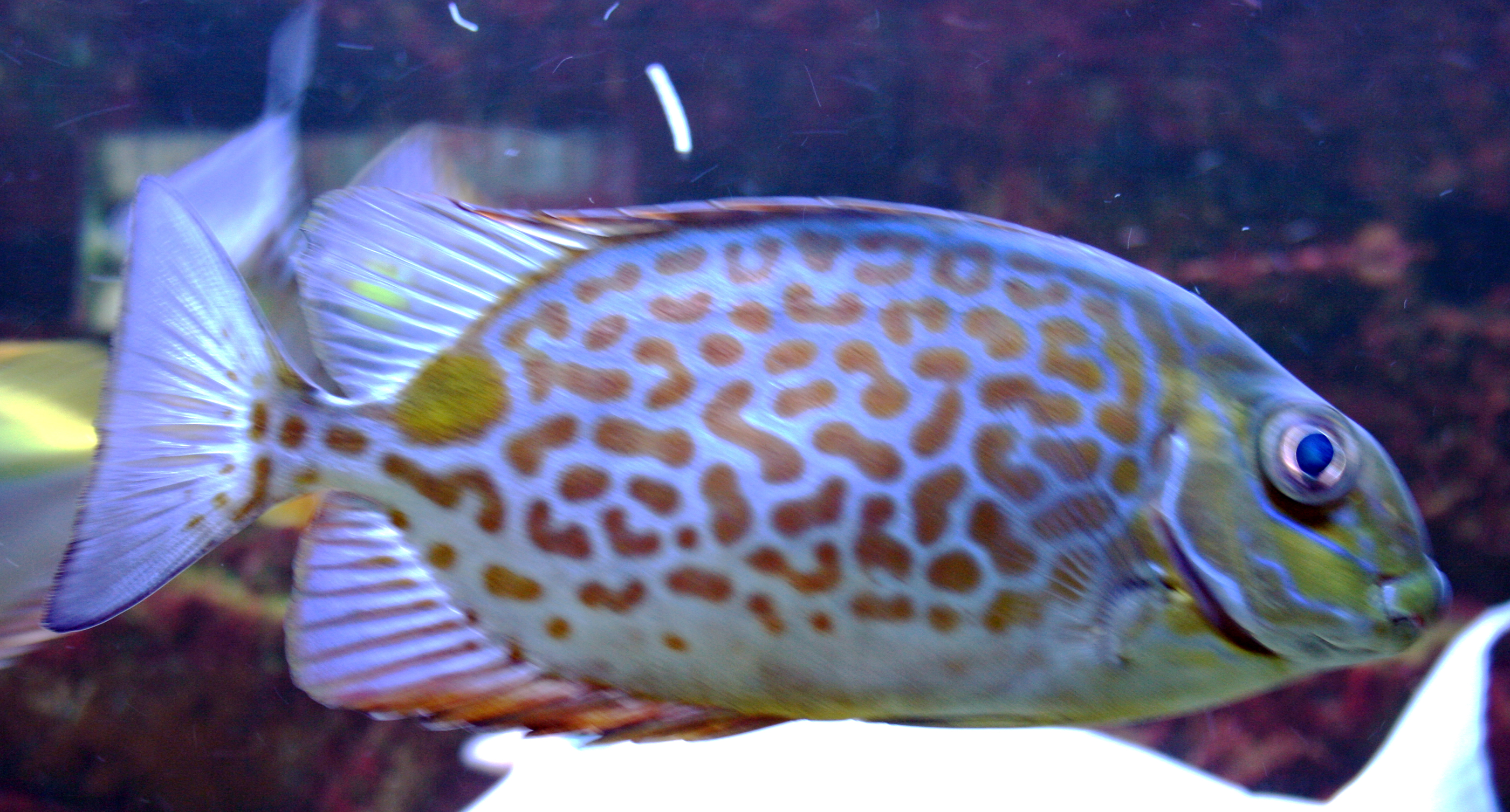
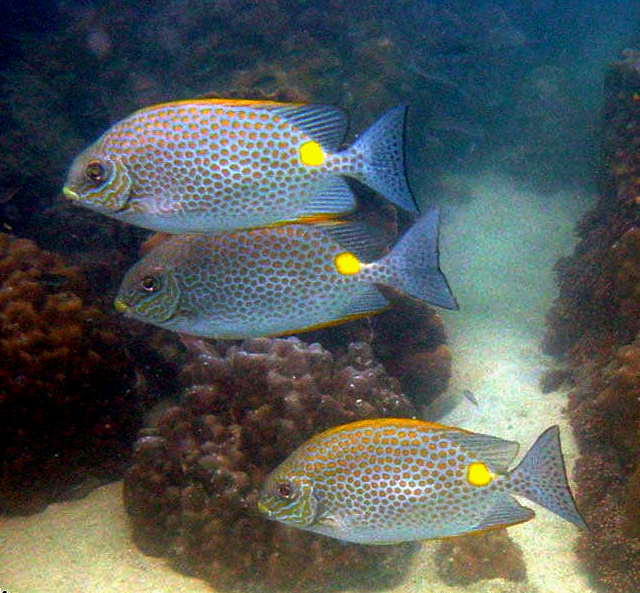
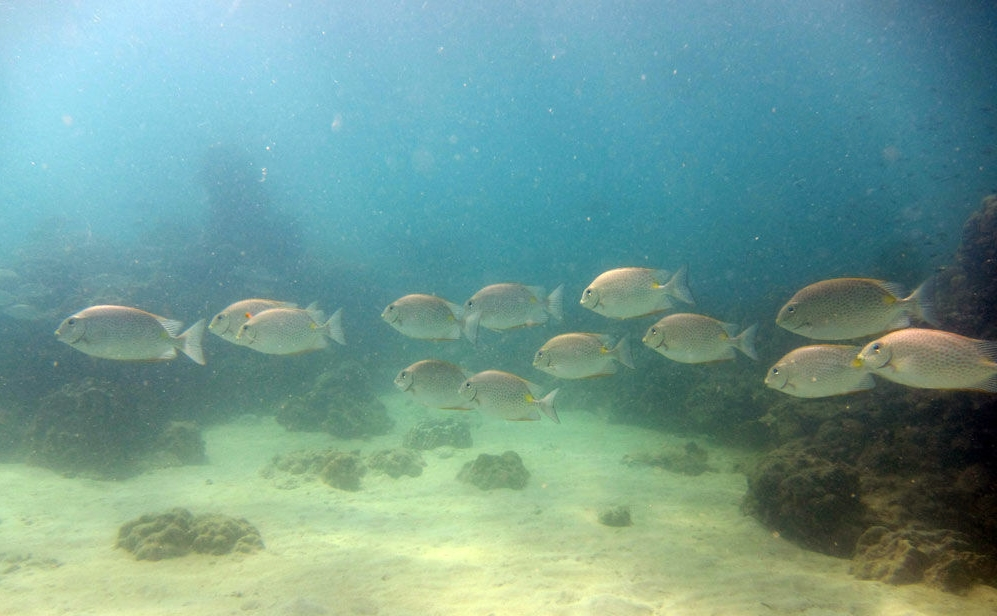
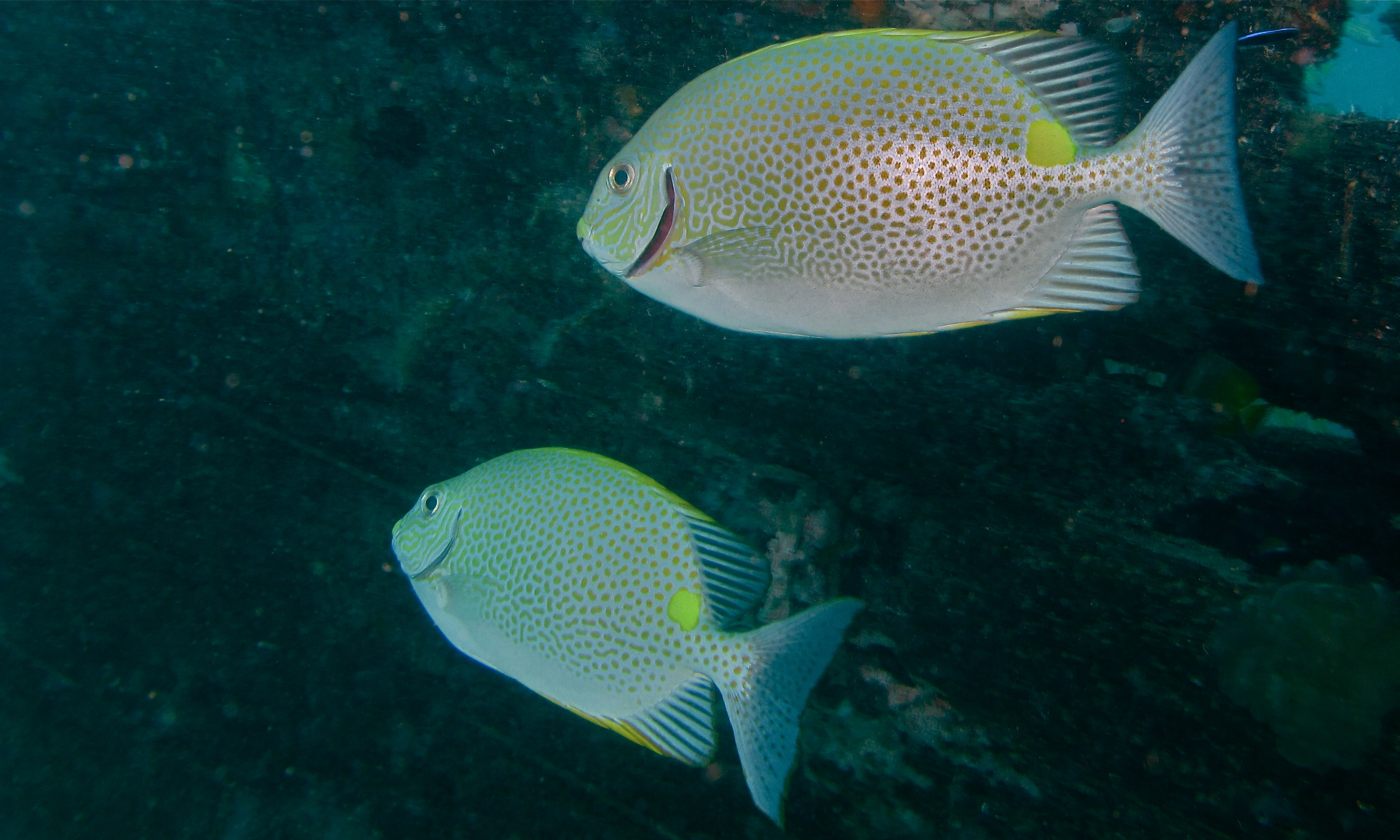